# В стенах Эрикса
«В стенах Эрикса» (англ. In the Walls of Eryx) — научно-фантастический рассказ, написанный американским писателем Говардом Филлипсом Лавкрафтом в соавторстве с Кеннетом Дж. Стерлингом. Это одно из немногих произведений Лавкрафта, написанное в данном жанре. Опубликовано оно было журналом Weird Tales уже после его смерти, в 1939 году. Входит в собрание «Дагон и другие жуткие рассказы» (1986).  

## Сюжет
Действие рассказа происходит в далёком будущем на планете Венера. История написана от первого лица и представляет из себя записи в дневнике Кентона Дж. Стэнфилда, одного из многих старателей, работающих на горнодобывающую компанию Терра Нова (англ. Terra Nova). Человечество обнаружило на Венере ценные кристаллы, которые можно использовать в качестве источника электроэнергии. Богатая флора и фауна, но здешняя атмосфера непригодна людям для дыхания и они вынуждены носить кислородные маски с запасом воздуха. На Венере есть жизнь, — раса разумных людоящеров, которые ревностно охраняют кристаллы и нападают на людей, которые пытаются их забрать.
Кентон получает необходимое снаряжение: дыхательный аппарат, работающий на «хлоратовых кубах» (англ. Chlorate cubes), кожаный защитный костюм, и «лучевой пистолет» (англ. Flame pistol) для защиты от людоящеров. Он долгое время блуждает в джунглях Венеры, выполняя рутинную миссию и следует указаниям детектора кристаллов, который приводит Кентона к Плато Эрикса. Вдруг, посреди плато он видит кристалл необычайно большого размера. Стремясь добраться к нему Кентон неожиданно сталкивается с неизвестной структурой: он попал в лабиринт, стены которого совершенно невидимы, внутри которого лежит кристалл и останки другого старателя Дуайта. Кентон пытается составить на ощупь карту лабиринта и исследовать множество из ответвлений его путей, однако вскоре понимает, что не сможет найти выход. 
Запас кубов кислорода и пищи постепенно кончается. Люди-ящеры начинают собираться вокруг лабиринта, чтобы наблюдать и издеваться над пленником. Кентон осознает религиозное значение кристаллов для людоящеров, которые смогли построить невидимый лабиринт, и значит они на самом деле более умны, чем люди. Он понимает тщетность своего положения и что его ждет та же участь, что и предыдущего старателя. Умирая, он пишет в записке, что у него возникло чувство родства с людоящерами и просит начальство оставить Венеру, людоящеров и кристаллы в покое, поскольку они хранят тайны, которые человечество не может постичь, и поэтому они не должны их эксплуатировать. 
После поисковая группа находит труп Кентона. Они исследовали лабиринт и нашли выход, что оказался сразу за трупом Дуайта, который, видимо, упустил его из виду. Однако предсмертные просьбы Кентона оставить Венеру в покое, его работодатели отвергают, посчитав это прискорбным слабоумием старателя оказавшегося в ловушке. Вместо этого компания решает совершить массированные удары «цилиндрами с D-излучением» (англ. D-radiation-cylinders), чтобы полностью уничтожить людоящеров.

## Персонажи
Кентон Дж. Стэнфилд (англ. Kenton J. Stanfield) — старатель.
Андерсон (англ. Anderson) — ученый
Дюайт (англ. Dwight) — старатель.
Уэсли П. Миллер (англ. Wesley P. Miller) — экспедитор.
Маркхейм (англ. Markheim) — экспедитор.

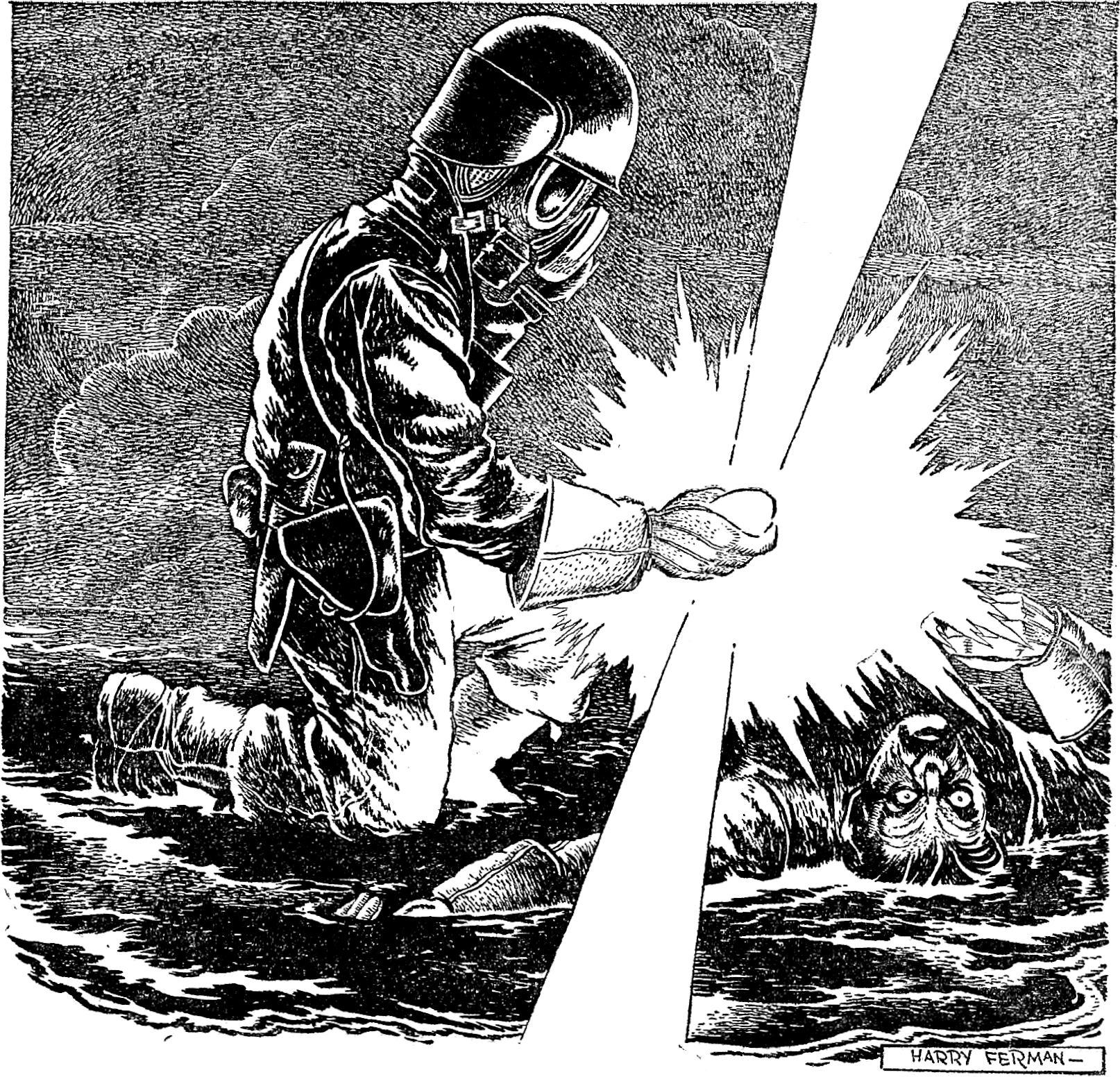
Иллюстрация Гарри Фермана к первому изданию.

Мацугава (англ. Matsugawa) — пилот, открывший пять лет назад плато Эрикса.
Люди-ящеры (англ. Man-lizards) — отдаленно похожие на ящерицу существа, обитающие на Венере. Благодаря окраске неразличимы на фоне джунглей. Имеют гладкое, чешуйчатое тело, головой, чем-то напоминающей морду тапира. Строят города с башнями и храмами, вооружены мечами и отравленными дротиками. Всегда нападают группами, стараясь взять верх числом. 
Внешним видом они и впрямь напоминали рептилий, хотя сходство, разумеется, было чисто случайным, поскольку обитатели Венеры в действительности не имели ничего общего с земными формами жизни. Имеют плоскую форму черепа и покрытую слизью зеленоватую, как у лягушки, кожу, они мало чем походили на пресмыкающихся. Передвигались они, поддерживая вертикальное положение тела, на толстых коротких ножках, широкие ступни-присоски которых издавали забавный чавкающий звук при каждом шаге. Все особи были обычного для туземцев роста — около семи футов — и имели на груди по четыре длинных тонких щупальца. Движения этих щупалец - согласно теориям Фогга, Экберга и Джэнета означают, что при помощи них существа общаются друг с другом. Они жестикулируют щупальцами и время от времени кивают головами или помахивают верхними, конечностями. 

## Публикация
Идею невидимого лабиринта предложил Стерлинг, не по годам развитый ученик средней школы Провиденс, подружившийся с Лавкрафтом в прошлом году, отдал ему набросок рассказа в январе 1936 года. Этот набросок включал идею невидимого лабиринта - концепцию, которую Стерлинг подчеркнул как заимствованную из рассказа Эдмонда Гамильтона «Бог-монстр Мамурта» (англ. The Monster-God of Mamurth), что был опубликовал в «Weird Tales» за август 1926 года, в котором фигурировала невидимая структура в пустыне Сахара. 
Лавкрафт тщательно переписал черновик Стерлинга, увеличив рассказ до 12 000 слов (из первоначальных 6 000–8 000). Хотя первоначальный черновик не сохранился, считается, что большая часть прозы в опубликованной версии принадлежит Лавкрафту.

## Критика
Рассказ был отвергнут журналами «Weird Tales», «Astounding Stories», «Blue Book», «Argosy», «Wonder Stories» и, возможно, «Amazing Stories». После смерти Лавкрафта он был повторно представлен в «Weird Tales» и наконец опубликован в выпуске за октябрь 1939 года. 

## Анализ
Имя главного героя рассказа, Кентона Дж. Стэнфилда, очень похоже на имя его соавтора Кеннета Дж. Стерлинга. Эрикс представляет собой (вымышленное) обширное плато на Венере. В отличие от реальной планеты, Венера Лавкрафта имеет тропический климат и заполнена пышными болотистыми джунглями, хотя ее атмосфера ядовита для человека, и в то же время не настолько опасна, чтобы требовать сверхпрочных герметичных скафандров. 
Темы предрассудков, религиозной нетерпимости и дискриминации очевидны в рассказе. Ссылки в рассказе на «змеевидных акманов и скорахов или летающих туканов с другого континента», — считаются шутками, направленными в адрес Форреста Дж. Акермана, корреспондента Лавкрафта, с которым он поссорился из-за критики рассказа Кларка Эштона Смита. 
Некоторые названия для флоры и фауны Венеры соавторы составили из имён знакомых по литературной деятельности. В рассказе есть несколько шуток, в том числе ссылки на «трупные мухи-фарноты» (для редактора Weird Tales Фарнсворта Райта) и «угратов» (производное от прозвища «Крыса Хьюго», которое Лавкрафт дал редактору «Wonder Stories» Хьюго Гернсбаку). Кроме них, упоминаются Дебоа и Картер. 
Эрикс — сын богини Венеры. В честь него названа гора под которой он погребен убитый сыном Юпитера — Гераклом.

## Цитаты
- Мучительная смерть ожидает тех, кто ища кристаллы, зайдет в лабиринт Эрикса.

- В космических масштабах бытия никому не дано судить о том, чей уровень развития выше, а чей ниже, и какая из цивилизаций -- их или наша -- больше соответствует нормам вселенского разума.

## Связь с другими произведениями
В рассказе «Дневник Алонсо Тайпера» упоминаются венерианские дредноуты.
Раса рептилий упоминается в произведениях: «Карающий Рок над Сарнатом», «Безымянный город», «Зов Ктулху», «Шепчущий во тьме» и «Хребты Безумия».
Пришельцы описаны в отдельной серии произведений Лавкрафта: «За стеной сна», «Из глубин мироздания», «Цвет из иных миров», «Шепчущий во тьме», «Хребты Безумия», «За гранью времён», «Врата серебряного ключа», «Вызов извне», «В стенах Эрикса», «Окно в мансарде», «Пришелец из космоса» и «Ночное братство».